# Joseph Jelačić von Bužim

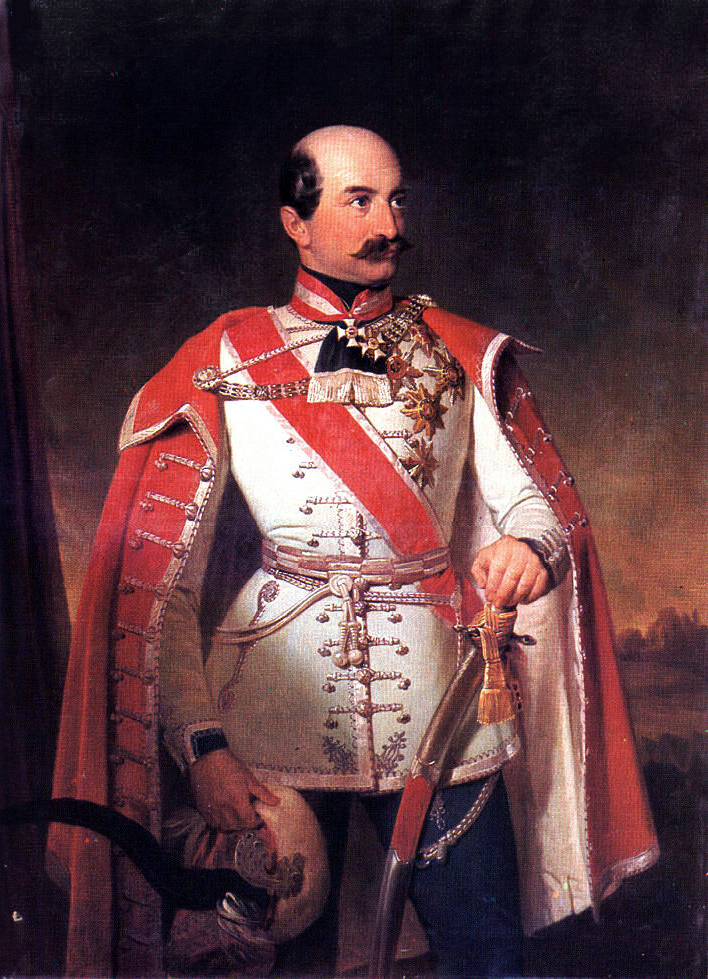
Joseph Graf Jelačić von Bužim
(Gemälde von Ivan Zasche um 1850)

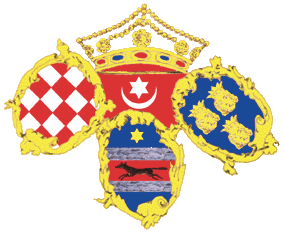
Detail aus der Standarte des Ban Jelačić, mit den Wappen des „Dreieinigen Königreichs“

Joseph Graf Jelačić von Bužim (kroatisch Josip grof Jelačić Bužimski; * 16. Oktober 1801 in Peterwardein, Slawonische Militärgrenze; † 19. Mai 1859 in Agram, Kaisertum Österreich) war ein Feldherr und Ban des Königreich Kroatien und Slawonien sowie k. k. Feldzeugmeister und Kommandeur des Militär-Maria-Theresien-Ordens.
Jelačić, zeitgenössisch oft auch Jellachich oder Jellacic geschrieben, entstammte der kroatischen Adelsfamilie Jelačić aus Bužim. In der österreichischen Revolution von 1848/49 befehligte er zusammen mit Alfred I. Fürst zu Windisch-Graetz die Niederschlagung des Wiener Oktoberaufstands.
In Kroatien gilt er als Nationalheld, so ist beispielsweise der zentrale Platz der kroatischen Hauptstadt Zagreb nach ihm benannt, und eine Banknote der ehemaligen kroatischen Währung Kuna trug sein Konterfei.

## Leben

### Ausbildung im Theresianum
Jelačić war ein Sohn des Feldmarschallleutnants Franz Freiherr Jelačić von Bužim und dessen deutschstämmiger Frau Anna, geb. Portner von Höflein. Ungeachtet seiner besonderen Vorliebe für den Soldatenstand wurde er 1810 nach einer Vorstellung bei Kaiser Franz in die Theresianische Ritter-Akademie (das heutige Gymnasium „Theresianum“) aufgenommen, in welcher Zöglinge für den Zivilstaatsdienst ausgebildet werden.

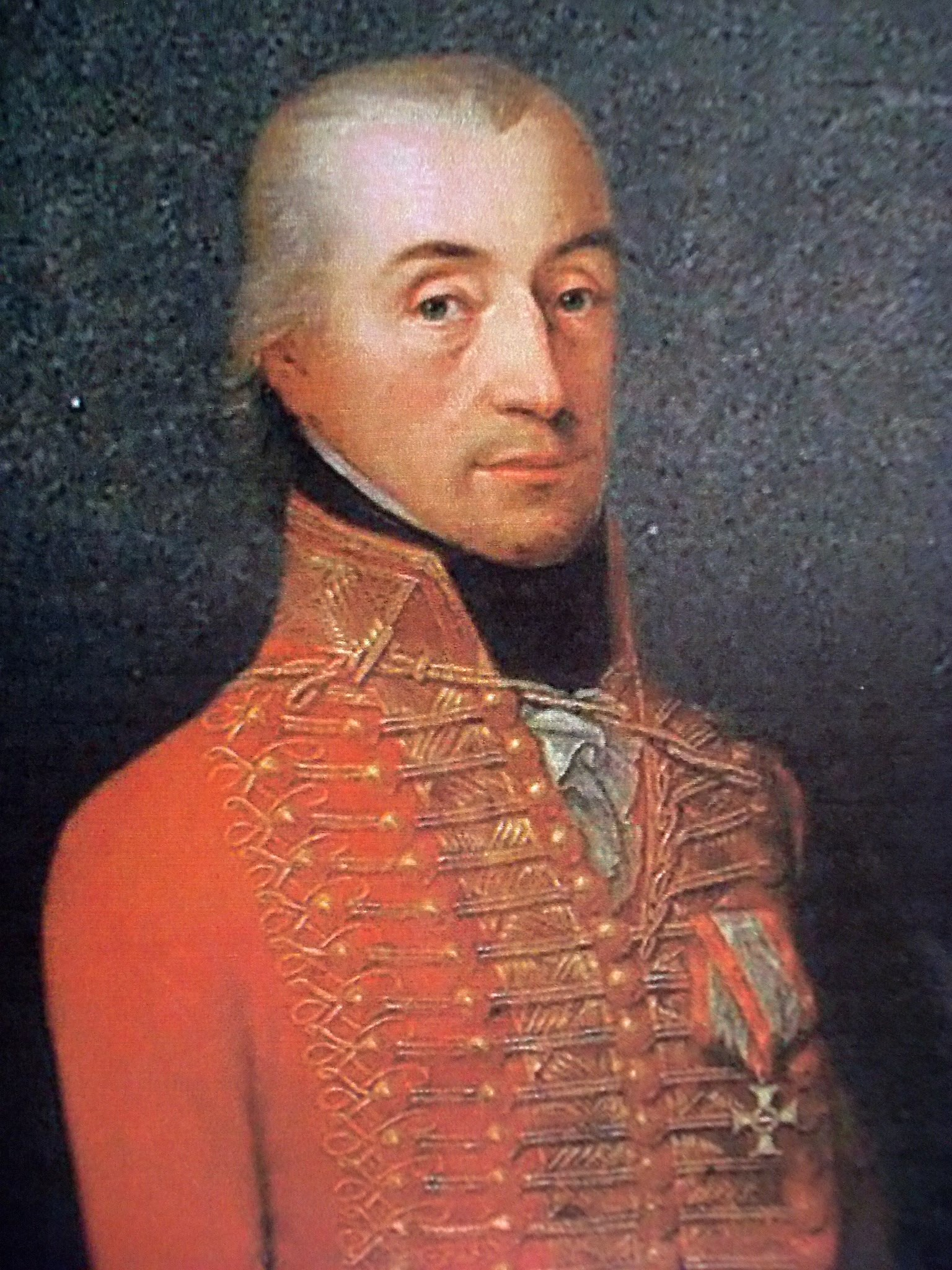
Untermarschall Vinko Freiherr Knežević von St. Helena war Onkel Jelačićs

Bis zum Jahre 1819 blieb er in der Akademie und trat am 11. März desselben Jahres als Unterleutnant in das 3. Dragoner-Regiment Vinko Freiherr Knežević (Vincenz Knesevich) von St. Helena, der mütterlicherseits sein Onkel war. In der Akademie hatte sich Jelačić mannigfache Kenntnisse, vornehmlich Sprachen, denn er sprach geläufig deutsch, italienisch, französisch, kroatisch, ungarisch und noch einige südslawische Dialekte, und Geschichte angeeignet; überdies aber sich auch in soldatischen Körperübungen ausgebildet, denn Jelačić war ein gewandter Fechter, ein geschickter Schütze und ein trefflicher, ja verwegener Reiter.

### Kommandant in der Militärgrenze
Am 1. Mai 1825 wurde er Oberleutnant im Regiment, am 1. September 1830 Kapitän im Oguliner Grenz-Regiment in der Militärgrenze, am 21. November 1831 wirklicher Hauptmann in demselben. In dieser Eigenschaft führte er am 17. Oktober 1835 im Gefechte bei Velika Kladuša (Groß-Kladuß) gegen die bosnischen Türken die Reserve der dritten Angriffskolonne. Infolgedessen wurde er am 20. Februar 1837 zum Major im Infanterie-Regiment Freiherr von Gollner Nr. 48 ernannt, von welchem er als Oberstleutnant zum 1. Banal-Grenz-Regiment mit 1. Mai 1841 befördert und am 18. Oktober zu dessen Oberst ernannt wurde. Dabei tat er sich durch die administrative Verwaltung seines Bezirkes hervor und erwarb sich das Vertrauen des seiner Leitung übergebenen Grenzvolkes.

### Geänderte politische Verhältnisse
Am 22. März 1848 wurde Jelačić zum Generalmajor ernannt. Kurz darauf wählte ihn der kroatische Sabor (Landtag) zum Ban von Kroatien und beschloss außerdem, den Landtag künftig nach allgemeinem Wahlrecht zu wählen, diese Wahlen fanden im Mai 1848 statt. Zur selben Zeit erfassten die Revolutionen von 1848 – von Paris ausgehend – ganz Mitteleuropa. Am 7. April 1848 wurde Jelačić zum Feldmarschallleutnant ernannt. Er wurde somit Oberkommandierender für Kroatien.
Bald nach seiner Ernennung zum Ban und zu gleicher Zeit zum geheimen Rat begab er sich nach Wien, um den Eid als Letzterer abzulegen, lehnte jedoch aufgrund der veränderten Verhältnisse Ungarns zu Österreich den Eid als Ban ab. Nach kurzem Aufenthalt in Wien, wo ihn einerseits die Garnisonstruppen ehrenvoll empfingen, andererseits erfolglose Versuche von Gegendemonstrationen unternommen wurden, kehrte er nach Zagreb (Agram) zurück, wo er dem abgesonderten ungarischen Ministerium seine Anerkennung versagte und den kroatisch-illyrischen Landtag (Sabor) einberief.

### Einberufung des Sabors

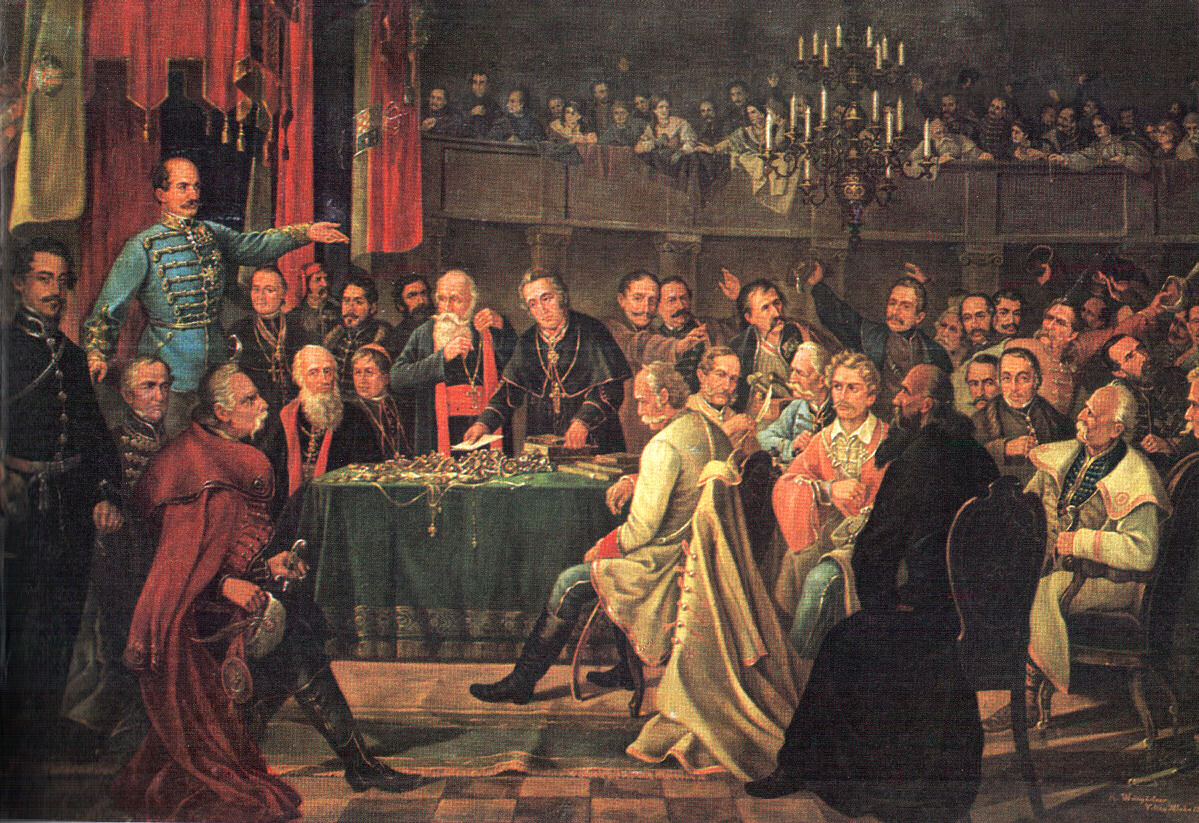
Ban Jelačić im Sabor, dem kroatischen Parlament (Dragutin Weingärtner, 1885)

Am 25. März 1848 fand in Zagreb die Versammlung des Sabors statt. Der Sabor stellte unter anderem die folgenden Hauptforderungen an die Habsburger:
- Vereinigung der kroatischen Länder Kroatien-Slawonien, Istrien und Dalmatien.
- Loslösung von der ungarischen Krone
- Abschaffung der Leibeigenschaft
- Bürgerrechte
- Gleichberechtigung der Völker

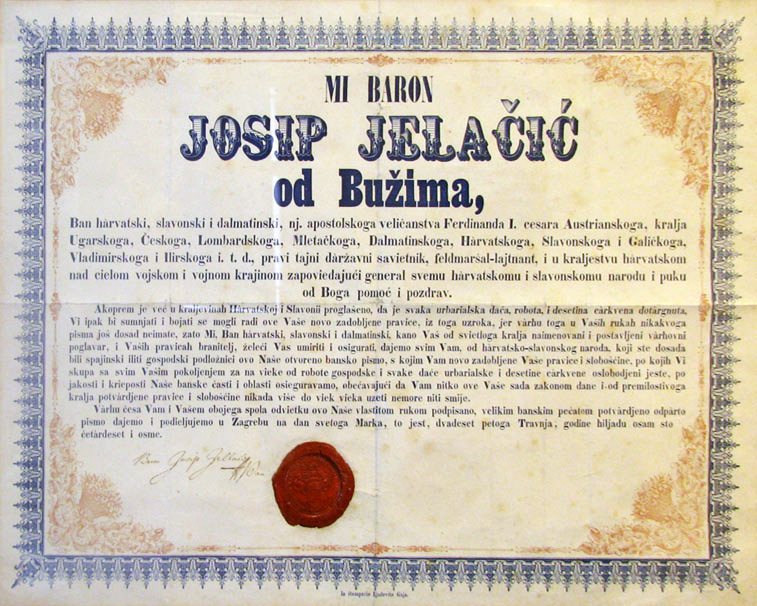
Verkündigung über die Abschaffung der Leibeigenschaft (1848)

Der Kroatische Sabor wies die Magyarisierungspolitik Ungarns („Ungarn von den Karpaten bis zur Adria“) vor allem unter dem Führer der ungarischen Revolution Lajos Kossuth entschieden ab und gab Ban Josip Jelačić den Auftrag, entsprechend dagegen zu handeln.
Am 19. April 1848 erklärte Jelačić die Union zwischen Ungarn und Kroatien für aufgelöst. Zugleich erklärte er seine Loyalität zum Kaiser von Österreich.
Auch durch die nie in Kraft getretene Pillersdorfsche Verfassung vom 25. April 1848 fühlte sich Jelačić legitimiert. Einer ihrer Absätze lautete: „Allen Volksstämmen wird die Unverletzlichkeit ihrer Nationalität und Sprache garantiert“.
Im Mai 1848 gründete Jelačić das „Bansko vijeće“ (Banal-Rat). Dieser Rat hatte verschiedene Ressorts, die de facto Ministerien waren: Das Ressort für innere Angelegenheiten, den Justizbereich, den Schul- und Bildungsbereich, das Ressort für Religionsfragen, das Finanzressort und den Militärbereich.

### Reaktionen
Dieses Vorgehen des Banus wurde von einer Seite auf das ernstlichste verdächtigt und Jelačić zur Rechtfertigung an das kaiserliche Hoflager in Innsbruck berufen. Bei seiner Ankunft in Innsbruck, wo er nicht gnädig empfangen wurde, wurde ihm auch mitgeteilt, dass die Grenz-Bataillone bei der italienischen Armee aus Besorgnis vor den Gefahren, die Kroatien bedrohen, dringend ins Vaterland zurückkehren sollten, die italienische Armee aber ohne die kroatischen und slawonischen Kerntruppen zu den begründetsten Besorgnissen Raum gebe. In dieser Lage schrieb nun der Ban den Aufruf an die Grenztruppen in der italienischen Armee, der dieselben beruhigte und ihr Verbleiben dort sicherte.
Die Wiener Regierung schwankte in ihrer Haltung zu Kroatien und Ungarn und lehnte eine Trennung Kroatiens von Ungarn zunächst ab. Nachdem Jelačić die Rückreise nach Agram angetreten hatte, wo seine Gegenwart dringend nötig war, erfuhr er während der Fahrt auf der Station Lienz aus Zeitungen, dass das kaiserliche Manifest vom 10. Juni ihn aller seiner Ehren und Würden enthob. Der Hof, insbesondere die Mutter des späteren Kaisers Franz Joseph, die Erzherzogin Sophie von Österreich, hielt jedoch den Kontakt zu ihm. Nach dem ersten Entsetzen, von dem namentlich das Gefolge des Bans erfasst wurde, befahl derselbe: „Auf unsere Posten gehen und im treuen Dienste für den Kaiser sterben oder ihm mit Gottes Hilfe helfen“. In Agram fand der Ban eine jubelvolle Aufnahme, zugleich aber den Befehl, sich nach Wien zu verfügen, wo durch Erzherzog Johann eine Vermittlung mit den Ungarn zustande kommen sollte.
Der Ban eilte nach Wien. Bei den Vermittlungsversuchen zwischen dem Ban und dem Grafen Ludwig Batthyány erklärte Ersterer: „sein Gesetz sei die pragmatische Sanktion, ein ungarisches Separatministerium erscheine ihm identisch mit dem Losreißen Ungarns von der Monarchie und dieses Losreißen nenne er Rebellion“. Als Graf Batthyány dem Ban die Gefahren des Bürgerkrieges entgegenhielt, den er im Falle des Beharrens heraufbeschwöre, entgegnete der Ban abschließend: „ein Bürgerkrieg wäre wohl das entsetzlichste aller Übel, aber er fürchte ihn nicht, wenn er der Empörung gelte“. Der Wiener Hof war in die Inhalte der Gespräche vollständig eingeweiht.
Die Vermittlungsversuche waren gescheitert, der Ban hatte sich nur noch mit eigenen Augen von der Stimmung in Wien überzeugt, deren Gereiztheit mit jedem Tage zunahm und kehrte nach Kroatien zurück. Dort hatten sich indessen magyarische Truppen und Aufgebote an den Grenzen des Landes gesammelt, heftige Proklamationen gegen das Land und den Ban geschleudert, der weiterhin versuchte, den guten Mut der Seinigen aufrechtzuerhalten und die Verführungsversuche der Gegner zu lähmen.

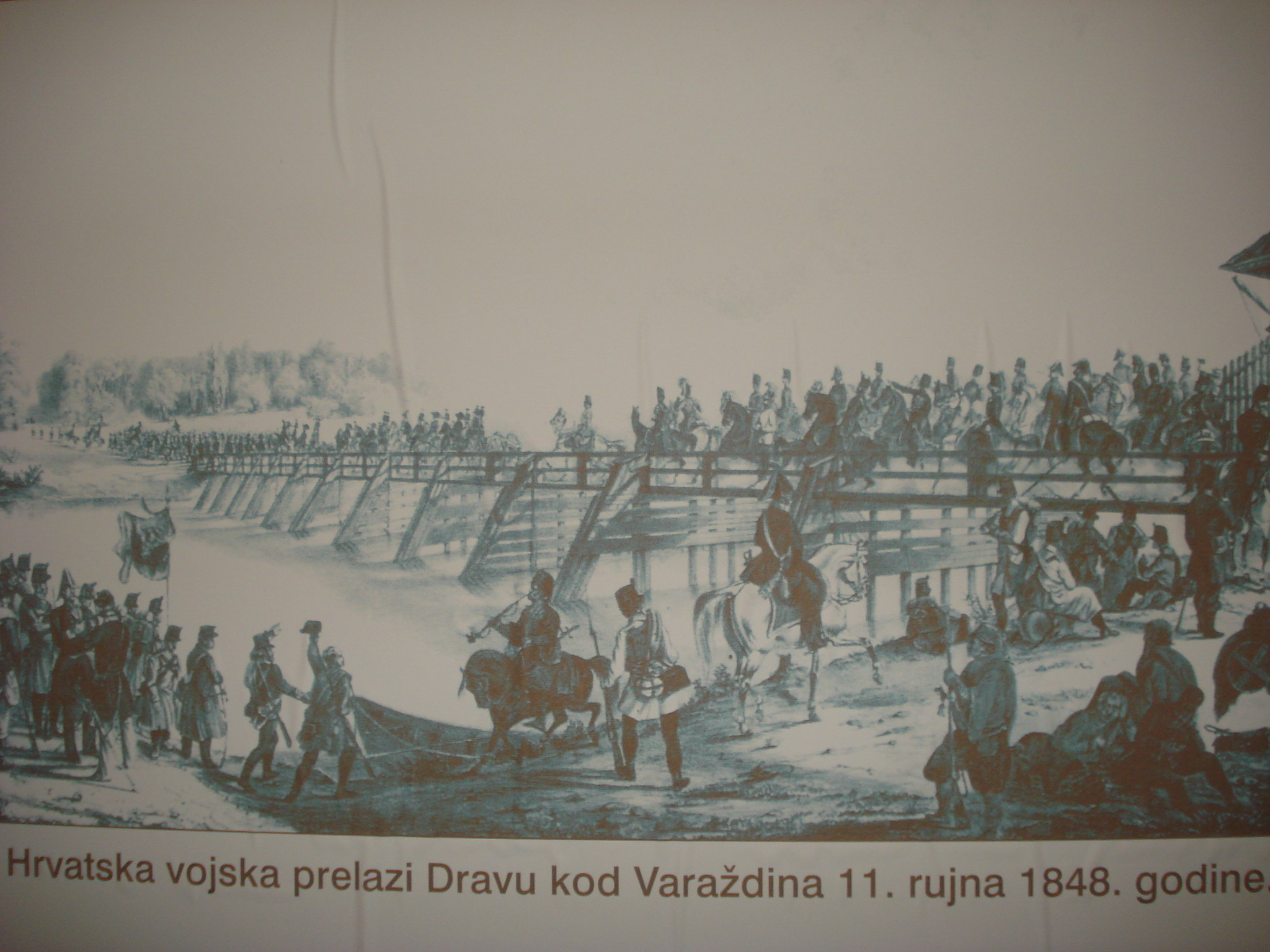
Jelačićs Armee überquerte die Drau am 11. September 1848 und befreite die von den Ungarn besetzte kroatische Herrschaft Međimurje

### Für Kroatien und gegen den Separatismus
Der Ban erließ ein Manifest an die Kroaten, in welchem er seine politische Ansicht auseinandersetzte, alle gegen ihn erhobenen Verdächtigungen — „wie sie immer heißen mögen: Rückschritt oder Panslawismus“ — entschieden zurückwies, „als ein Mann des Volkes, der Freiheit und als ein Mann Österreichs, treu ergeben seinem konstitutionellen Kaiser und Könige, ein einiges mächtiges, freies Österreich will“ und als unerlässliche Bedingung dazu die Zentralisierung der Ministerien des Krieges, der Finanzen und auswärtigen Geschäfte. „Da“, so schließt der Ban sein Manifest, „das ungarische Ministerium nicht eingehen zu können glaubt, da es in seinen separatistischen Tendenzen verharrt, d. h. den Verfall der schönen Monarchie herbeiführen will, so gebietet die Pflicht und Ehre, das Äußerste zu wagen und zu den Waffen zu greifen und wir wollen einstehen mit Gut, Blut und Leben für unser gutes Recht und die heilige Sache.“ (Dieses Manifest erschien gedruckt bei Karl Gerold in Wien.)
Ein anderer Aufruf, ihm zu folgen, hatte eine mächtige Wirkung. Obgleich die meisten Grenz-Bataillone sich bereits vollzählig gestellt hatten und sich meist bei der italienischen Armee befanden, so boten sich außerdem noch durchschnittlich 4–5.000 Freiwillige in jedem Regimentsbezirke zum Waffendienste an. Da die Wirren in den einzelnen Kronländern mit jedem Tage zunahmen, betrieb Jelačić seinen Abzug und überschritt mit 45.000 Mann am 11. September 1848 bei Varaždin die Drau und eine zweite Kolonne von 10.000 Mann des slawonischen Aufgebotes unter Befehl des Generals Roth die untere Drau. Jelačić erklärte das mehrheitlich kroatisch bewohnte Međimurje für „von der ungarischen Herrschaft befreit“.
Beide Korps wurden übereilt und mangelhaft ausgerüstet. Die Verpflegung musste fast nur durch Requisitionen beigestellt werden und war auch so kaum zu bewerkstelligen, da die Bewohner der Ortschaften vor dem anrückenden Heere flohen und die ungarischen Obrigkeiten alles nur Denkbare aufboten, um das Vordringen des Banus zu vereiteln oder zu erschweren.

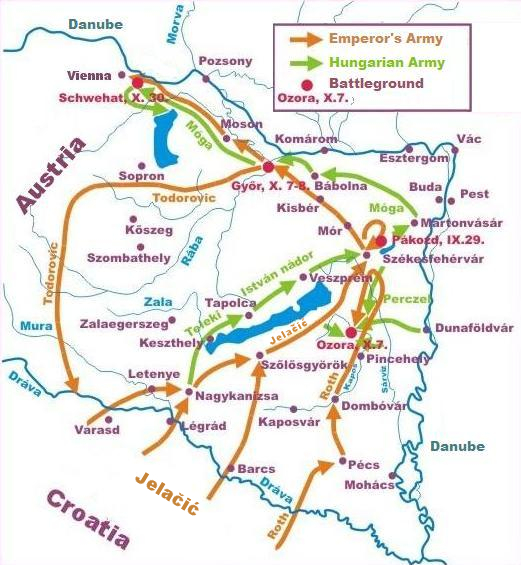
Jelačićs Feldzug gegen Ungarn im September 1848

### Nachricht vom Kaiser
Bei Hodošan stieß eine Abteilung des Chevaulegers-Regiments Graf Wrbna, eine andere des Chevaulegers-Regiments Baron Kreß und bei Marcali (Marczaly) das ganze Kürassier-Regiment Graf Hardegg zum Ban. In der Marschstation Sis-Fok erhielt der Ban das Handschreiben des Kaisers Ferdinand, mit welchem das entehrende Manifest vom 10. Juni für ungültig erklärt und ihm das volle Vertrauen seines Kaisers ausgesprochen wurde. Er wurde zum Oberbefehlshaber der ungarischen Truppen ernannt und erfuhr außerdem, dass abtrünnige ungarische Truppen auf Wien vorrückten, um dort die Revolution zu unterstützen.
Inzwischen erfuhr Jelačić von dem Erzherzog-Statthalter und Palatin Stephan aus Veszprém (Veszprim) von der Entschließung des Königs, Graf Batthyány mit der Bildung eines neuen Ministeriums zu beauftragen. So würde der ungesetzliche Zustand in Ungarn beendigt und die Ordnung wieder hergestellt, der Ban solle daher seinen Marsch einstellen und zu einer Besprechung sich zum Palatin begeben.
Der Ban erklärte, seinen Zug nicht einstellen zu können, werde sich aber zur Besprechung in und um Szennes am Plattensee am folgenden Tage einfinden. Aber auch diese Besprechung kam nicht zustande. Der Ban sollte sich nämlich an Bord des Schiffes begeben, auf welchem sich der Erzherzog befand. Schon war alles zur Abfahrt bereit, als im Gefolge des Banus die Besorgnis entstand, auf dem Schiffe, welches den Palatin trug, habe das ungarische, von der revolutionären Regierung zusammengesetzte Gefolge des Erzherzogs ohne dessen Wissen einen Anschlag auf den Ban vor; die Umgebung des Bans beschwor ihn, sie nicht zu verlassen, und so wurde die Unterredung im entscheidenden Momente vereitelt.
Der Ban rückte nun mit seiner Armee nach Székesfehérvár (Stuhlweißenburg), und von dort weiter in Richtung auf Ofen vor. Jelačić erfuhr von der Ermordung des kaiserlichen Abgesandten Graf Lamberg auf der Kettenbrücke. Ein schriftliches Ersuchen an den Feldmarschall-Leutnant Móga, sich von der Rebellion loszusagen, blieb erfolglos. Der Ban rückte weiter vor, bis er bei Pákozd (südwestlich von Budapest) wieder auf die Aufständischen stieß.
In der mehrstündigen Schlacht von Pákozd (Velence) kam es am 29. September südwestlich von Ofen zu einem unentschiedenen Gefecht der ungarischen Insurgenten, das mit dem Abschluss eines dreitägigen Waffenstillstandes endete, wozu der Ban durch die Nachricht der Waffenstreckung der Abteilung Korps gedrängt wurde, welches Oberst Johann Roth ihm zuführen sollte. Auch überzeugte er sich, dass er es mit einem an Zahl und Ausrüstung weit überlegenen Gegner zu tun habe, während seine Truppen durch die Requisitionen und den Marsch ermüdet, schlecht ausgerüstet, für einen entscheidenden Kampf wenig geeignet waren. Indessen lauteten die Nachrichten aus der Reichshauptstadt immer düsterer und bedrohlicher, und von einem Kampfe gegen die Ungarn absehend, beschloss Jelačić zunächst nach Wien zu marschieren.

### Ermordung von Latour
Hätte Jelačić in seinem Entschluss noch einen Augenblick zweifeln können, so musste der letzte Zweifel schwinden, als er in Altenburg von Baillet-Latours Ermordung erfuhr. Er nahm also den Waffenstillstand an und rückte sofort nach Wien, um sich dort mit den Truppen außerhalb der Stadt zu verbinden. Eine Abteilung seines Korps, 14.000 Mann stark, stellte er unter Befehl des Feldmarschall-Leutnants Theodorović und sendete sie längs der steirischen Grenze zum Schutze Kroatiens zurück. Am 10. Oktober standen die Vorposten des Banus auf dem Laaer Berge bei Wien, am 12. erfolgte die Vereinigung mit den Truppen des Feldmarschall-Leutnants Grafen Auersperg, auch schlossen sich die Brigade Karger aus Pozsony (Pressburg), das Kürassier-Regiment Graf Wallmoden und Erzherzog Franz Joseph-Dragoner den Truppen des Banus an.
Am 15. Oktober wurde Fürst Windisch-Graetz zum Feldmarschall und Oberkommandanten sämtlicher Truppen diesseits des Isonzo ernannt, die ständig durch neue aus Böhmen herbeigezogene Heeresabteilungen ergänzt wurden. Der Ban empfing nun alle weiteren Befehle von dem Fürsten Windischgrätz. Am 22. Oktober war die engere Zernierung Wiens beendet und das unter dem Banus stehende 1. Armeekorps war von Kaiser-Ebersdorf bis gegen Himberg aufgestellt, um einerseits die Angriffe der ungarischen Insurgenten abzuweisen, andererseits die Abschließung der St. Marxer Linie zu bewirken. Am 24., 25. und 26. Oktober fanden hartnäckige Gefechte im Augarten und Prater statt. Am 28. erfolgte der allgemeine Angriff auf Wien. Der Ban hatte jenen auf die Vorstädte Landstraße, Erdberg und Weißgerber auszuführen. Im Kampf, der von 11 bis 16 Uhr dauerte, nahm die Division des Feldmarschall-Leutnants Hartlieb von Wallthor den in verzweifelter Gegenwehr kämpfenden Wienern Schritt für Schritt das Terrain ab und erstürmte 11 Barrikaden, bis sie zum Münzhaus, der Veterinärschule, dem Schwarzenberg’schen Palais und der Heumarktkaserne vordringen konnte.

### Kämpfe bei Wien

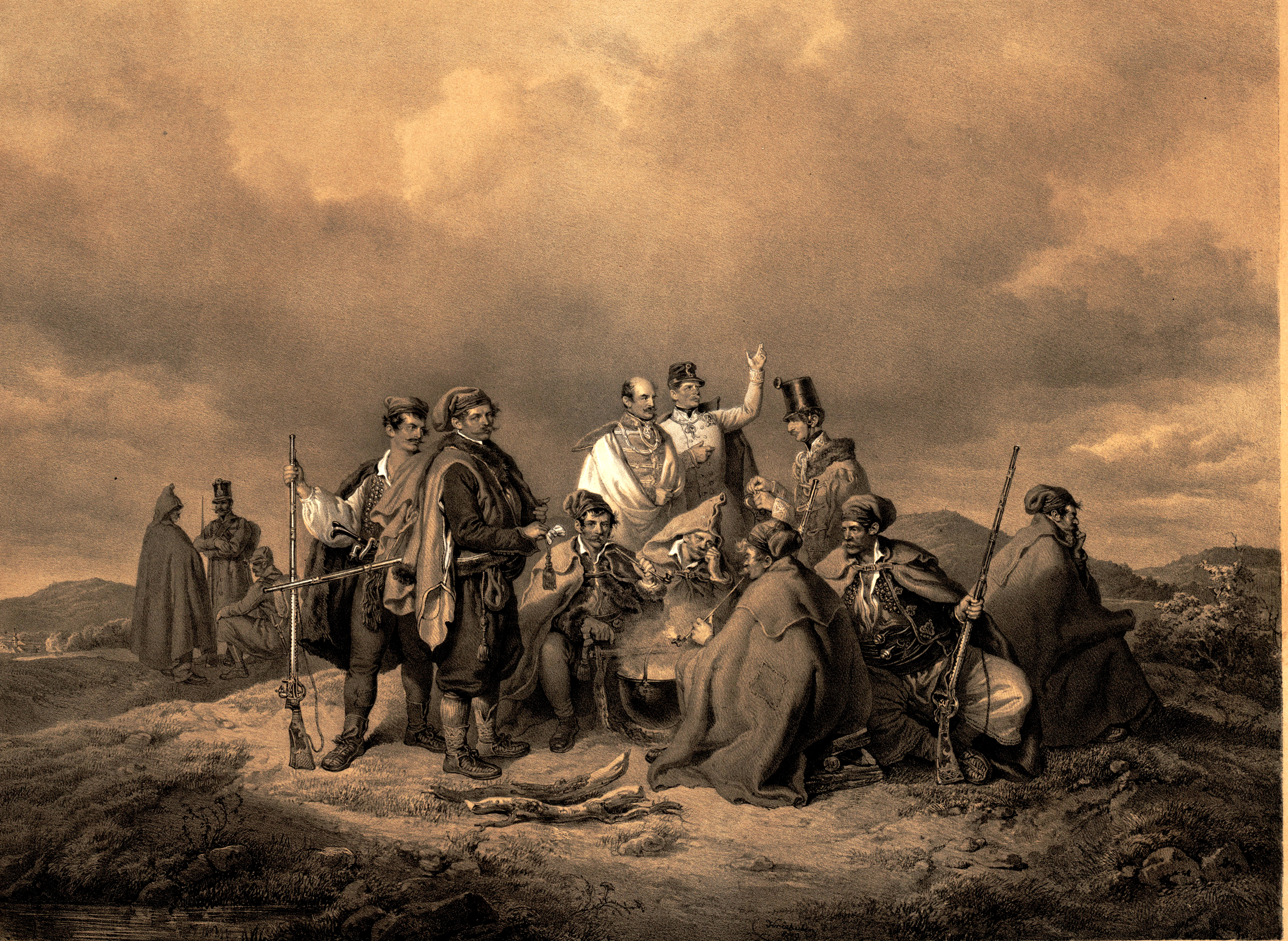
Jelačić mit seinen Soldaten nach der Schlacht bei Schwechat

Mittlerweile hatte das Heer der ungarischen Insurgenten (Wiener Oktoberaufstand) am 28. die Leitha, am 29. die Fischa passiert, und am 30., nachdem es gegen die Stellung des Banus bei Schwechat näher vorgerückt war, den Kampf mit heftigem Geschützfeuer eröffnet, der den Tag über dauerte. Erst gegen Abend konnte der Ban die Offensive ergreifen, worauf General Zeisberg durch seinen Angriff den Gegner zurückwarf und in Flucht jagte.
Am 31. Oktober wurde der Kampf gegen Wien, und zusätzlich die innere Stadt fortgesetzt und beendet. Der dreiwöchentliche Waffenstillstand nach der Einnahme Wiens wurde zur Ausrüstung und Organisierung der Armee benützt. Am 16. Dezember begann der Feldzug gegen die Ungarn: der Ban und sein Korps überschritten an zwei Punkten die ungarische Grenze, vertrieben sie aus ihrer Stellung bei Parndorf und zwangen sie großen Teils zum Rückzüge gegen die Sümpfe des Neusiedler Sees. Den Feind verfolgend, rückte die Armee, am 17. Dezember, gegen Sommerein vor, worauf der Ban selbst an der Spitze von 6 Eskadronen und einer Kavallerie-Batterie eine Rekognoszierung gegen Altenburg und Wieselburg vornahm und beide Städte feindlich besetzt fand. Dieser, eine Umgehung durch das Korps des Banus fürchtend, zog sich, ein heftiges Geschützfeuer eröffnend, rasch zurück, und die Truppen des Banus besetzten beide Städte. Die bereits am 25. begonnenen Operationen endeten am 27. mit der Einnahme Raabs, aus welcher eine Deputation dem Feldmarschall Windischgrätz die Schlüssel der Stadt überbrachte.

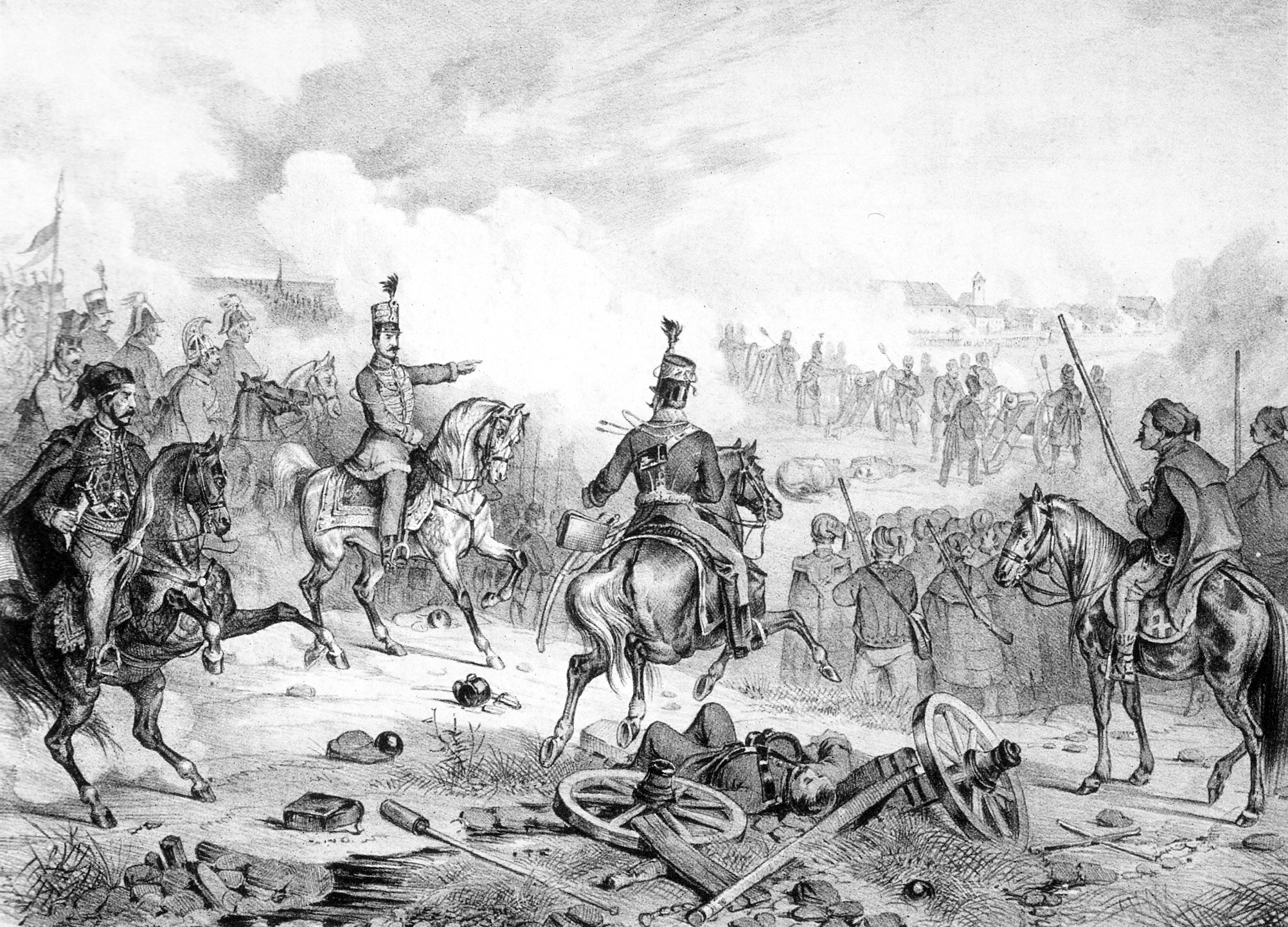
Jelačić befehligt seine Truppen gegen die Ungarn bei Moson am 18. Dezember 1848

Indes schickte der Ban dem weichenden Gegner, der sich zum Schutze der Hauptstadt gegen dieselbe zurückzog, die Reiter-Brigade Ottinger nach, welche am 28. Morgens halb 6 Uhr in einem Angriff bei Bábolna den 7 Bataillonen und einer zusätzlichen Nachhut-Batterie eine vollkommene Niederlage beibrachte; 1 Fahne, 70 Offiziere und 700 Mann nebst Munition fielen den Kaisertreuen in die Hände. Während das Gros der Armee gerade auf Ofen-Pest marschierte, kehrte der Ban, der in Erfahrung gebracht, dass der Revolutionsgeneral Moritz Perczel mit einem 8.000 Mann, 6.800 Reiter und 24 Geschütze starken Korps bei Mór stehe, an der Spitze der Avantgarde gegen Mór, traf in Sárkány am Bakonywald auf feindliche Vorposten, welche bei dem beginnenden Angriffe sich langsam zurückzogen, worauf der Ban die ihm nachrückenden Brigaden Ottinger und Hartlieb erwartend, nach ihrer Ankunft im Hauptangriff dem Gegner eine weitere Niederlage beibrachte.
Das Schlachtfeld war von Toten bedeckt, außerdem fielen 6 Geschütze, 23 Offiziere und 2.000 Mann in die Hände der kaisertreuen Truppen. Ein weiterer Zusammenstoß am 3. Januar 1849 bei Tetény endete ebenfalls mit dem Rückzug der Aufständischen. Tags darauf befand sich die ganze Armee auf einem kleinen Raume zusammengedrängt, zwei Stunden vor Ofen aufgestellt; am 5. Jänner begann die Vorrückung gegen die Hauptstadt sowie der Einmarsch in Pest-Ofen, der Feldmarschall Windischgrätz und ihm zur Seite der Ban an der Spitze des 1. Armeekorps.

### Niederschlagung des Aufstandes
Nach der Einnahme der Hauptstadt trat ein längerer Stillstand in den Operationen der Armee ein. Die Insurgenten hatten sich in zwei Richtungen gegen Waitzen und Szolnok zurückgezogen. Nach der Schlacht bei Kapolna am 26. und 27. Februar erhielt der Ban Befehl, mit dem ihm unterstehenden 1. Armeekorps in Eilmärschen nach Fenszaru zu marschieren. Sein Korps war bis dahin in Szolnok, Nagy-Kőrös, Abony, Czegled und Pest disloziert gewesen. Auf diesem Marsche wurde die Brigade Rastić, welche die Nachhut des Bans bildete, am 4. März von General Georg Klapka auf drei Seiten zugleich angegriffen. Der Bajonettangriff der Otočaner entschied für die kaisertreuen Truppen den Sieg; 10 Geschütze, 20 Offiziere und 123 Mann nebst Munition fielen ihnen in die Hände.
Dieser Kampf hatte eine Änderung der bisherigen Dispositionen zur Folge; statt nach Fenszaru sollte der Ban nun gegen Gödöllő marschieren und traf am 6. April vormittags mit seinem Korps in Isaszég ein. Nach einer Rast von wenigen Stunden wurde der Ban in der Schlacht bei Isaszeg von zwei Korps der Ungarn unter Klapka und Damianich angegriffen. Die Angreifer waren dem Ban an Stärke weit überlegen, aber dieser leistete hartnäckigen Widerstand und musste sich schließlich auf die Berghöhen hinter dem Rakos-Bach zurückziehen.

### Weiteres Vorgehen gegen die Aufständischen
Indessen war der Feldmarschall Windischgrätz mit dem Hauptkorps angerückt, unterstützte den Ban und es kam zur mörderischen Schlacht, in welcher der Ort Isaszég in Flammen aufging. Das Resultat dieses Kampfes war ein Rückzug der Österreicher, welche sich am 7. hinter dem Kakosbache vor Pest postierten. Ein Armeebefehl rief den Fürsten Windischgrätz, dessen Feldherrntalente inzwischen bezweifelt wurden, an das kaiserliche Hoflager, und in der zweiten Aprilhälfte übernahm Feldmarschall-Leutnant Ludwig von Welden den Oberbefehl. Der in der Zwischenzeit zum Feldzeugmeister beförderte Ban erhielt sofort den Oberbefehl über die Südarmee, die aus dem 1. Armeekorps und den an der unteren Donau zerstreut operierenden einzelnen Korps gebildet wurde. Sie zählte 15.800 Mann, 5.100 Reiter und 74 Geschütze und war nach vorher vereinbartem Operationsplan am 24. April längs der Donau nach Osijek (Essegg) abgerückt.
Auf diesem Marsche war des Bans nächste Aufgabe, den sich überall erhebenden Landsturm niederzuhalten; nach Pécs (Fünfkirchen), wo die Aufständischen die größte Tätigkeit entwickelten, entsendete er unter General Ottinger ein starkes Detachement und ließ die Schuldigen standrechtlich aburteilen. Die Nachrichten aus Kroatien machten indessen seine Anwesenheit in Zagreb (Agram) notwendig, welche jedoch nur von kurzer Dauer war. Es galt die Stimmung, welche durch gewaltige Bemühungen der Insurgenten und durch zahllose Emissäre aufgestachelt, umzuschlagen drohte, für die kaiserliche Sache in ihrer früheren Begeisterung zu erhalten und das Vertrauen allseitig zu beleben.
Indessen hatte man den Oberbefehl Welden abgenommen und Julius von Haynau übertragen. Durch die bisherigen Missgriffe der Oberbefehlshaber der österreichischen Armee konnte von einem gemeinschaftlichen Operieren mit der Südarmee keine Rede mehr sein, und dieselbe konnte sich vorderhand nur in der Defensive halten.

### Im Süden des Reiches
In der zweiten Maihälfte rückte der Ban von Osijek nach Wukowar, Illok, Karlowitz, Towarnik und Ireg vor und bezog selbst das Hauptquartier in Ruma. Sein Heer erlitt indessen Mangel an Kleidung, Waffen und die Folgen der Cholera.
Die Serben unter Thodorović waren durchaus nicht schlagfertig; überdies gewann der Gegner immer mehr Vorteile, er verstärkte die Festung Peterwardein, zog von allen Seiten Unterstützungen an sich und fand im insurgierten Lande, dessen Bevölkerung entweder heimlich oder offen zu ihm stand, reichlich Verpflegung. Der Banus war nun gezwungen, sich in der Defensive zu halten. Ein erfolgreicher Überfall auf eine Redoute vor Peterwardein, zwei zurückgeschlagene Angriffe des Gegners auf das Plateau von Titl am Westufer der Theiß und ein abgeschlagener Ausfall aus der Festung Peterwardein nebst der nur schleppend bewerkstelligten Überschiffung der Truppen bei Slankamund waren die einzig bemerkenswerten Unternehmungen seines Korps bis Anfang Juni.
Da die erschöpften Gegenden Slawoniens und Syrmiens keine Verpflegung mehr erbringen konnten, begann der Ban am 5. Juni, längs des Franzenskanals vorzurücken und die Linie von Zombor bis Bácsföldvár zu besetzen, um Verbindung mit der Hauptarmee aufzunehmen. Tags darauf stand der linke Flügel bei Kaacs, das Zentrum (Reiterei und Geschützreserve) hinter dem Kaacser Walde und der äußerste rechte Flügel bei Josefsdorf. Gegen Kovil wurde ein Detachement entsendet, und Knićanin blieb zur Sicherung des Plateaus von Titl zurück. Der Gegner, davon in Kenntnis gesetzt, plante das Korps in der Front, in Flanke und Rücken zugleich anzugreifen. So rückte er in der Nacht vom 6. auf den 7. Juni von Novi Sad (Neusatz) gegen Kaacs, drängte die Vortruppen des Korps zurück und unternahm einen heftigen Angriff auf dessen rechten Flügel. Da brachen aus dem Kaacser Walde österreichische Reiterkolonnen aus ihrem Versteck hervor und jagten den Feind in die Flucht.
In der Nacht vom 11. zum 12. griff der Ban die vor Neusatz (Novi Sad) liegenden Verschanzungen an, nahm sie nach heftigem Kampfe und zwang die Besatzung zum eiligsten Rückzuge in den Brückenkopf. Novi Sad selbst wurde bei diesem Kampfe in einen Trümmerhaufen verwandelt. Als nun der Ban Nachrichten erhielt, dass ein feindliches Corps bei Óbecse stehe und an der dortigen Schiffbrücke die Verschanzungen und Batterien an beiden Theißufern beschütze, beschloss der Ban den Angriff dieses Corps und begann in der Nacht vom 24. auf dem 25. Juni bei Szenttamas den Übergang über den Franzenskanal. Am 25. morgens halb 8 Uhr stieß der Ban, welcher die Hauptkolonne führte, auf den Gegner, zwang ihn zum Rückzug, rückte weiter vor und trieb den Gegner bei Bečej (ung. Óbecse oder O-Becse) über die Brücken, welche beide von den kaisertreuen Truppen sofort besetzt wurden.

### Vereinigung von Südarmee und Hauptarmee
Mitte Juli fand das nächste Gefecht bei Hegyes statt, wo sich der Feind, bedeutende Abteilungen auf seinen Flügeln an der Donau und Theiß vorschiebend, in ansehnlicher Stärke gesammelt hatte. Der Ban nahm seine Aufstellung bei Kisbér, entschlossen, den weit überlegenen Gegner anzugreifen. Bei Beginn des Kampfes am 14. Juli wurde bereits das erste Treffen seiner Aufstellung zum Wanken gebracht. Nun brachten die Ungarn auf des Banus rechten Flügel zwei weitere Bataillone ins Schwanken. Da stellte sich der Ban persönlich an die Spitze der Weichenden, redete sie in ihrer Muttersprache an, standzuhalten und führte sie neuerdings dem Feinde entgegen, den er auf diesem Punkte bis Lovčenac (deut. Sekitsch, ung. Szeghegy) zurückwarf. Da indessen die Insurgenten sich immer mehr verstärkten und Widerstand gegen ihre wachsenden Massen unmöglich wurde, war der Ban auf die Sicherung der Rückzugslinie bedacht und vollzog auch den Rückzug in bester Ordnung. Es hatten an diesem Tage von 3 Uhr Morgens bis Mittag auf der Seite des Banus 7.000 Mann mit 73 Geschützen einem Gegner von weit über 15.000 Mann mit 100 Geschützen den hartnäckigsten Widerstand geleistet. Mit diesem Kampf bei Hegyes schließt die Reihe der Ereignisse, in welchen der Ban mit der bis dahin bestandenen Südarmee aktiv mitgewirkt hatte.
Nach dem Sieg Haynaus in der Schlacht bei Temesvár (9. August) suchte er seine Vereinigung mit der Hauptarmee zu bewerkstelligen; eine Abteilung seines Korps zur Zernierung Petrovaradins (Peterwardein) zurücklaufend, trat er mit dem Reste seinen Marsch gegen Temesvár an. Ende August, unmittelbar nach dem Waffenstillstand bei Világos, wurde der Ban an das kaiserliche Hoflager nach Wien berufen und den Beratungen über die Reorganisation von Kroatien, Slawonien und der Militärgrenze beigezogen, über welche Länder er genaue Kenntnisse besaß und ein entscheidendes Wort dabei mitsprechen konnte.

### Wiederhergestellter Frieden

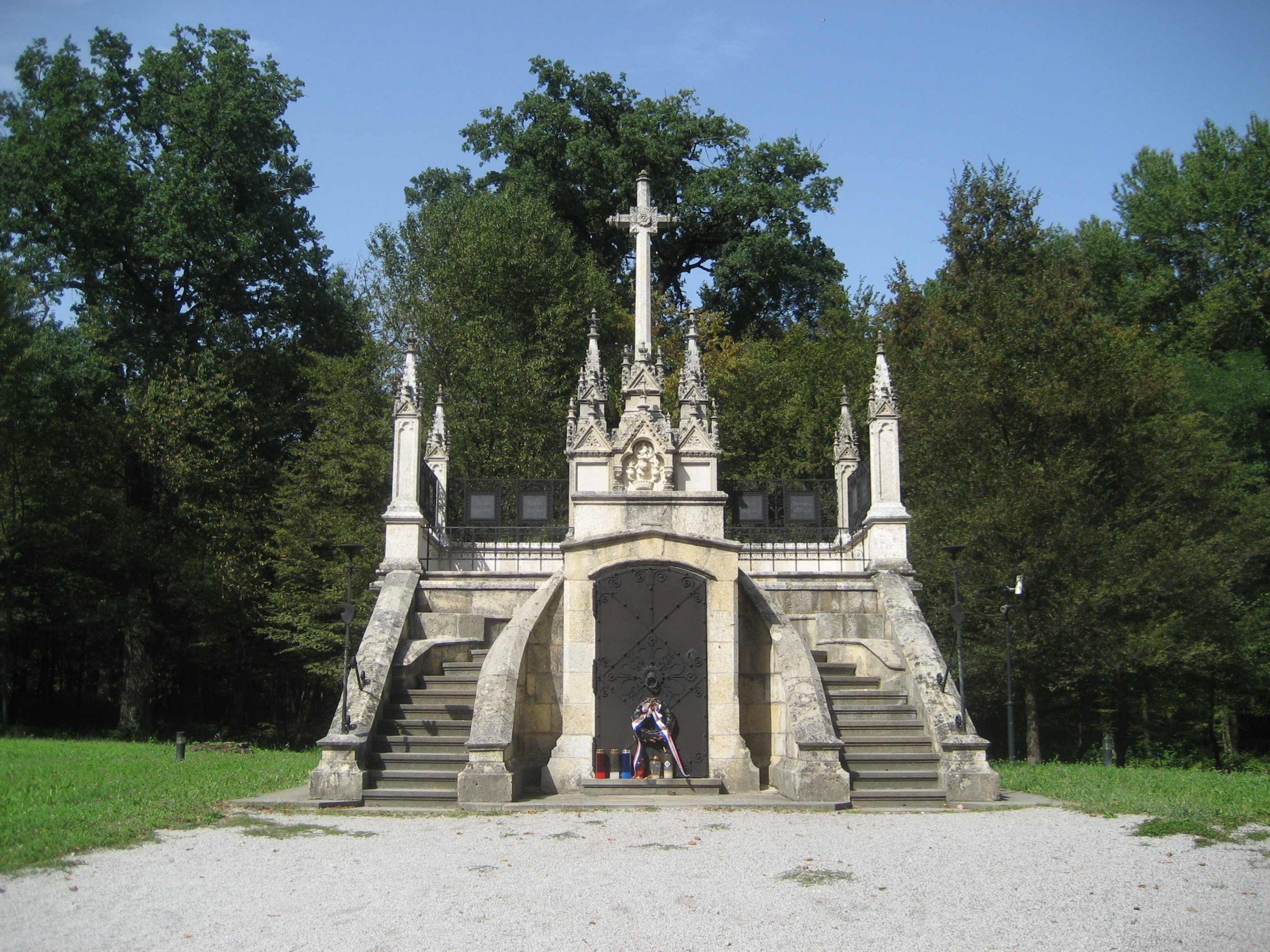
Familiengruft Jelačić auf deren Schlossgut Novi Dvori in Zaprešić

Nach wiederhergestelltem Frieden kehrte Jelačić in seine Heimat zurück, wo er als Erretter der Habsburgermonarchie bei allen Anlässen gefeiert wurde. Franz Joseph belohnte ihn mit dem Kommandeurkreuz des Militär-Maria-Theresien-Ordens, welches ihm in der 153. Promotion (vom 29. Juli 1849) verliehen wurde, mit dem militärischen Verdienstkreuz, dem Großkreuz des Leopold-Ordens, mit der Erhebung in den Grafenstand (24. April 1854), welcher nach seinem Tode auf seine beiden jüngeren Brüder Anton und Georg überging, und der Ernennung zum Geheimrat und Kämmerer. Auch war er Inhaber des Infanterieregiments Nr. 46 und der Banater Grenzregimenter X. und XI. Im Laufe der Neuorganisation des Kaiserstaates nach dem Bürgerkrieg kehrte der Ban als Gouverneur und kommandierender General in Kroatien, Slawonien und Dalmatien und Gouverneur von Rijeka (Fiume) nach Zagreb (Agram) zurück, wo er — von Zeit zu Zeit in Fragen der Politik an den kaiserlichen Hof berufen — bis an seinen Tod verblieb.
Dank Jelačićs Loyalität gegenüber dem Kaiser scheiterte somit die Revolution in Österreich und das Land fiel in den Neoabsolutismus zurück.

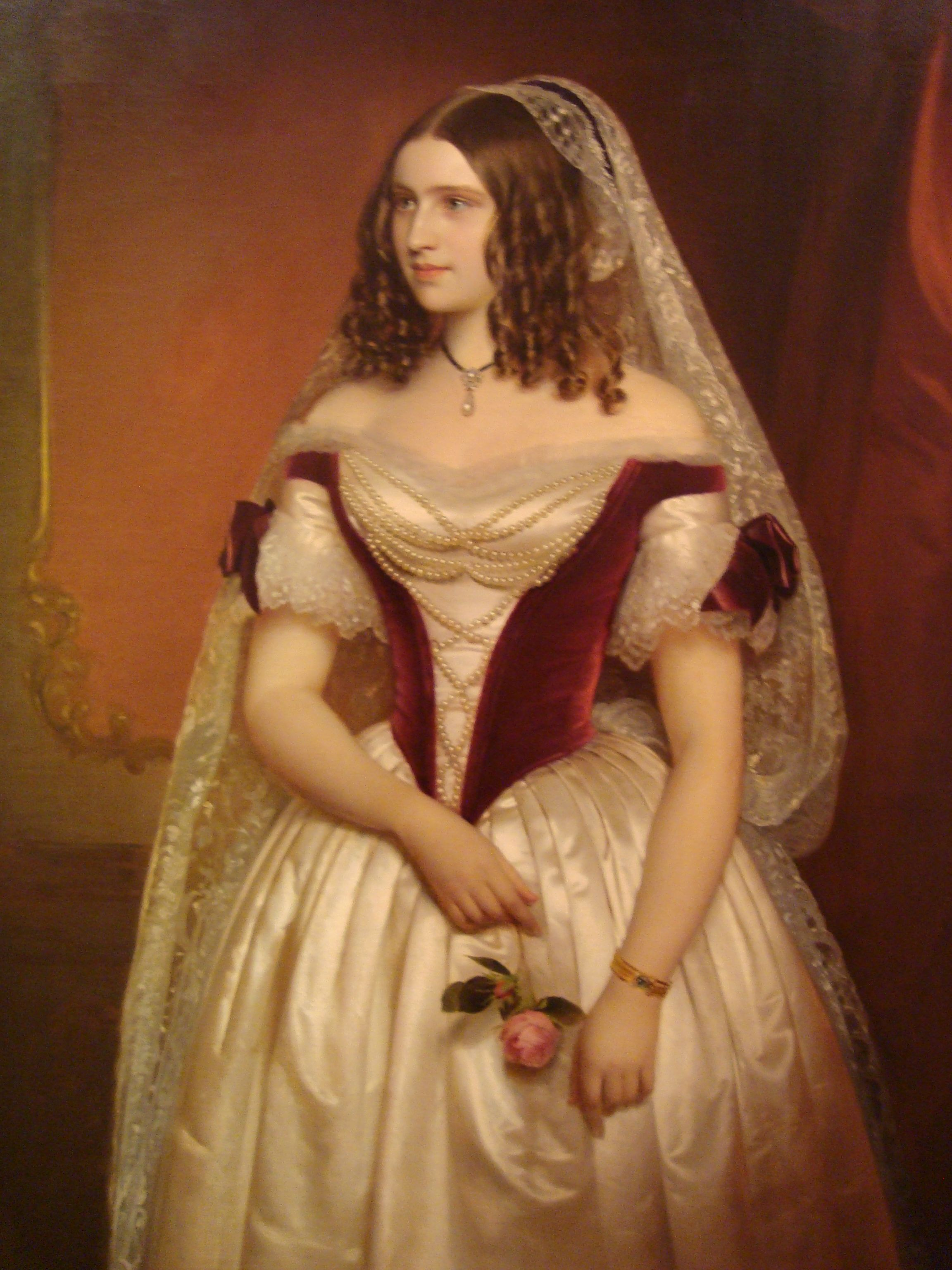
Grafin Sophie von Jelačić geb. von Stockau (1834–1877)

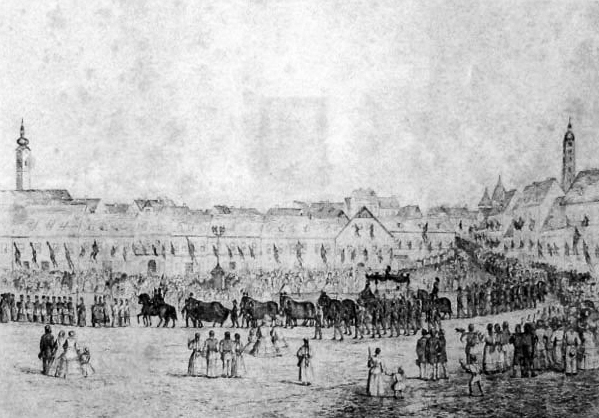
Jelačićs Trauerzug

Der Ban hatte sich am 23. Juli 1850 mit Sophie, geborene Gräfin Stockau (1834–1877), auf Schloss Napajedl vermählt, aus welcher Ehe jedoch keine Nachkommen die Kindheit überlebt haben. Nach dem Kriege ordnete der Ban seine früher geschriebenen Gedichte, welche 1851 in Wien unter dem einfachen Titel: „Gedichte“ (Wien 1851, Braumüller, mit 5 Stahlstichen und eingedruckten Holzschnitten, gr. 8°.) erschienen. Allgemein war die Trauer im Lande, als der Ban nach längerer Geistesstörung starb, deren immer heftigere Anfälle tödlich enden mussten. Einen Tag nach seinem Tode, am 21. Mai, wurde seine Leiche einbalsamiert und in einem zinnernen und hölzernen Sarg nach seinem eigenen Wunsch in der Kapelle zu Novi dvori (bei Zaprešić) beigesetzt. Bis zum Begräbnis blieb das Theater in Zagreb geschlossen.
Jelačić blieb Banus von Kroatien, Dalmatien und Slawonien bis zu seinem Tod 1859. Die kroatischen Landesteile blieben weiterhin bis 1867 aus dem Königreich Ungarn ausgegliedert. Durch den Ausgleich des Hauses Habsburg mit Ungarn wurden dann aber die Interessen Kroatiens geopfert. Kroatien und Slawonien wurden wieder ungarisch.

## Zur Charakteristik des Banus Josip Jelačić

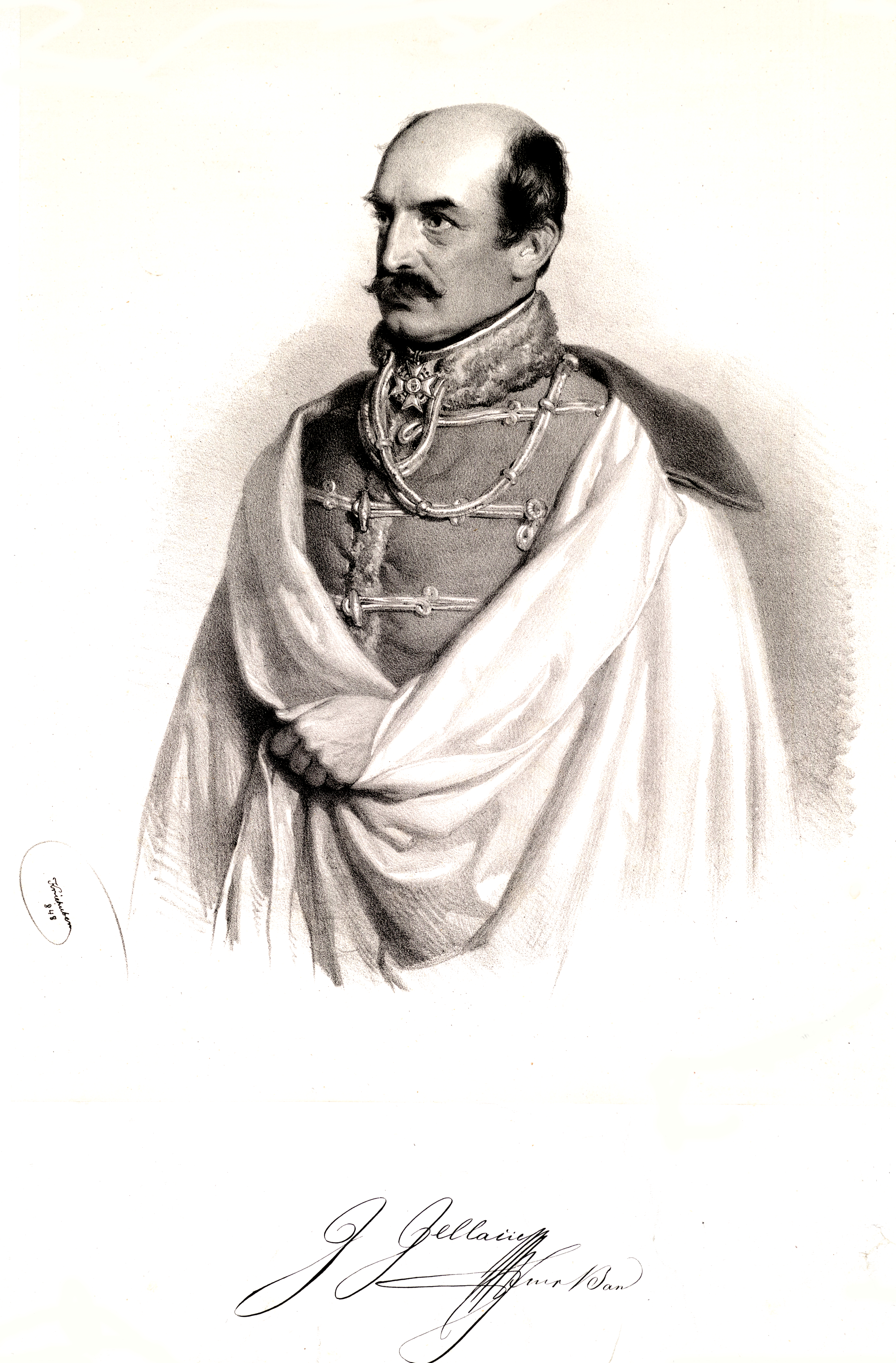
Portrait und Unterschrift Jelačićs (Lithografie von Josef Kriehuber, 1848)

Sein Porträt (in Worten) entwarf eine Feder zur Zeit seines Auftretens im Jahre 1848 in folgender Weise: „Jelačić ist von mittlerer Statur, stark und untersetzt; der Scheitel schon sehr entblößt, nur noch mit einem Kranze, von sonst gewiss sehr schönen schwarzen Haaren versehen. Hohe Stirne, starke Brauen, gebogene Nase, feiner Mund, sicher und fest geschlossen, aber beweglich und stets zur Rede bereit. Der Stempel des ganzen Gesichts hat etwas Südliches, ohne dessen Leidenschaftlichkeit, der Ausdruck ist jener der heiteren feinen Milde, der in sich selbst gegründeten Sicherheit. Die Stimme ist weich im gewöhnlichen Gespräche, und wird nur scharf im Affekt. Er spricht das Deutsche wie seine Muttersprache mit dem gewöhnlichen österreichischen Accent, aber doch so gemildert, wie man es bei den gebildeten Österreichern jetzt schon öfters bemerkt.
Seine Bildung ist eine ganz deutsche, er liebt die Sprache und die Literatur wie keine andere. Deutsch ist die Sprache, in welcher er sich am sichersten ausdrückt, in der er denkt und dichtet, in der er den Ausdruck zuerst sucht, wenn er etwas Ungewöhnliches in der eigenen Sprache sagen will. Hört man ihn aber Kroatisch oder Ungarisch, ja Italienisch reden, so hält man jede dieser Sprachen für die, welche er wohl am besten spricht.“
— Ein ehemaliger Zimmerkamerad, der mit ihm sieben Jahre in einem Regimente gedient, ergänzt: „Jelačić (damals 44 Jahre alt) ist geistreich, energisch, durch und durch Soldat und durch und durch Mann. Im Wiener Theresianum erzogen, wurde er eigentlich für die Zivillaufbahn gebildet und er ist Jurist. Kroate von Geburt, Abkömmling von einer sehr in den Grenzländern verehrten Familie, seit Jahren in der Grenze dienend ist er mit den Bedürfnissen, Sympathien und Antipathien des dortigen Volkes genau bekannt und eben deshalb der Mann, den das Land braucht und sucht. Jelačić ist keineswegs ein „Haudegen“ wie er genannt worden, sondern vielmehr ein geist- und wiss-sprudelnder Gesellschafter und zugleich der fleißigste kenntnisreichste Beamte, ein wissenschaftlich strategisch gebildeter Offizier und tapferer Soldat, was er bewiesen hat. Er ist dabei Dichter und Schriftsteller und hat soviel von dem Staatsmanne, als dem Generale an sich und spricht Deutsch, Französisch, Italienisch, Griechisch, Lateinisch, Ungarisch und Slawisch. Bei ihm vereint sich Genie, Wissen, Erziehung und Bildung, und wenn seinem sonst so festen energischen Charakter etwas vorzuwerfen, so ist es eine fast zu weiche Gutherzigkeit“.
— Das politische Glaubensbekenntnis des Banus dürfte aus seinen eigenen Worten am klarsten hervortreten: „Windischgrätz“, bemerkte er bald nach der Einnahme Wiens, „ist ein Aristokrat; er hasst alle Revolutionen aus inniger Überzeugung eben so gut, als aus Professionsrücksichten. Die Frankfurter hat er schon in Prag abgekanzelt und mit Schulmeister Welcker machte er auch kein Federlesens. Den bußfertigen Revolutionären ist er überaus gram. Ein recht eingefleischter Revolutionsteufel fände bei ihm noch eher Gnade; die Extreme berühren sich.

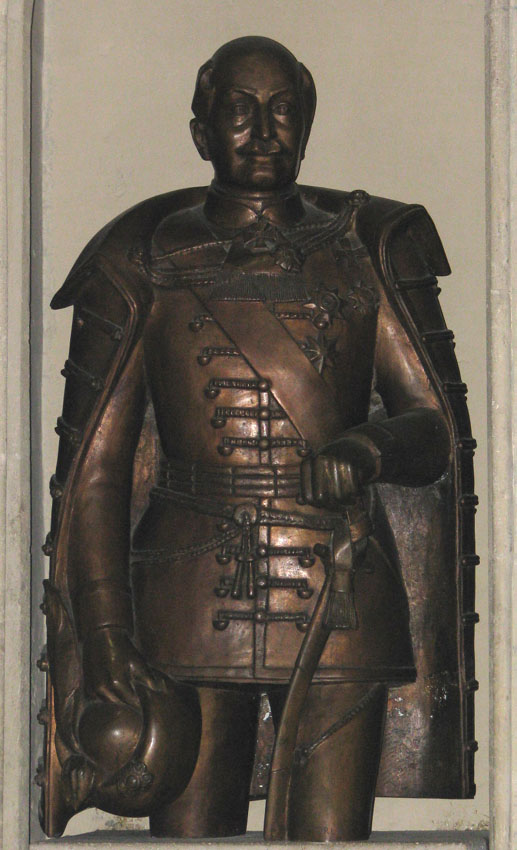
Statue von Jelačić in der Kathedrale von Zagreb

Außer Aristokrat ist er noch militärischer Pedant . . .
…… Anders steht es mit mir: Ich liebe die Freiheit; ihr Credo ist das meine. Der Wiener Versammlung hatte ich meine Freundschaft angeboten, sie hat aber dieselbe schimpflich zurückgewiesen, das duldet kein rechter Mann. Kroatien hat die Verträge des zwölften Jahrhunderts, die es mit Ungarn verbanden, mit gleichem Rechte als Deutschland die alte Bundesakte zerrissen. Die Wiener nahmen davon keine Kenntnis und wollten die, kroatischen Abgeordneten nicht in die so genannte „Constituante“ aufnehmen. Ich weiß wohl, dass sie es darum taten, weil sie das slawische Übergewicht in der Versammlung fürchten und nebenbei, weil sie die Magyaren für bessere Verbündete Deutschlands ansehen, als die slawischen Kroaten, welche den Russen näher stehen, oder stehen sollen. Als Kroate geht mich aber das nichts an. Ich sage, dass der Kaiser eben so gut König von Kroatien, als Erzherzog von Österreich, oder König von Illyrien ist. Im österreichischen Völkerverbande müssen alle gleiche Rechte haben. Ist es dann natürlicher, dass die Slawen das Schutzrecht über die Gesamtheit haben als die Deutschen, so muss es also geschehen. Ich darf die Rechte meines Volkes und meines Stammes nicht opfern, den deutschen Berechnungen zu gefallen. Das wussten die Minister …… recht gut, darum unterstützten sie heimlich die Feindseligkeit der Versammlung gegen mich, damit ich genötigt werde, mich ihrem Plane anzuschließen. Ich durchschaute das Doppelspiel, aber im Interesse »meines Landes musste ich mich darein fügen, mit den Feinden meiner Feinde gemeinschaftliche Sache zu machen.
Von der Wiener Versammlung war nichts zu hoffen, besonders nach den Vorfällen vom 6. Oktober. Latour war mein Freund, d. h. mein politischer Freund. Ich konnte nur gleichzeitig ihn rächen, Genugtuung für grobe Beleidigungen mir verschaffen und den Magyaren einen Hauptstützpunkt rauben. Ich wäre Verräter an meiner Sache, an der Sache Kroatiens und an mir selbst geworden, wenn ich nicht nach Wien gezogen wäre. Die schwarz-rot-goldene Fahne musste in Wien zurückgeworfen werden, weil ein slawisches Österreich, dem auch Ungarn angehören muss, eine notwendige Folge der jetzigen Lage der Dinge ist. Die Kremsierer werden die kroatischen Abgeordneten wohl aufnehmen; wir haben jetzt persönliche Bekanntschaft gemacht.
Was die Frankfurter beschließen oder nicht beschließen, kümmert uns wenig… Ich leugne nicht, dass ein großes Deutschland zu den Möglichkeiten gehöre, aber das leugne ich, dass es jetzt ein solches wirklich gebe. Wir können und wollen nicht darauf warten; daher werden wir vor der Hand ein mächtiges slawisches Österreich erschaffen! Dabei wollen wir aber doch keineswegs den Frankfurter Redeübungsverein in seinen täglichen Unterhaltungen stören“.
Aus allen Äußerungen Jelačić's leuchtete die größte Verachtung für die Revolutionäre in Deutschland, Ungarn, Frankfurt u. s. w. hervor. Mit Achtung sprach er von seinen entschiedensten Feinden. „Man sei Aristokrat oder Demokrat, schloss er seine Rede, Feind oder Freund, aber man sei doch um Gotteswillen ganz, was man ist oder sein will.“
— Ein Zug aus seinem Soldatenleben charakterisiert ihn aber zugleich als Soldaten und Menschen. Als die Aushebungen für den Krieg in Italien begannen, stand sein Regiment in Karlstadt zur Musterung bereit. Es herrschte beißende Februarkälte und die Mannschaft harrte in Reihe und Glied zwei Stunden vor der Wohnung des Generals der vorzunehmenden Revue, mit Oberst Jelačić an der Spitze. Der General saß indes ruhig und bequem im wohlgeheizten Zimmer und ließ die Mannschaft unnütz warten und frieren. Endlich riss dem Oberst die Geduld und er befahl dem Regimente einzurücken. Nun erschien der General, herrschte den Obersten an und berief sich auf seine Pflicht, die Musterung abzuhalten. „Euer Exzellenz, rief Jelačić, auch ich habe meine Pflichten, und kann nicht zugeben, dass dieses arme Volk um nichts und wieder nichts unter freiem Himmel friere. Wollen Euer Excellenz die Musterung wirklich abhalten, so lasse ich sofort das Regiment antreten“.

## Wahlspruch

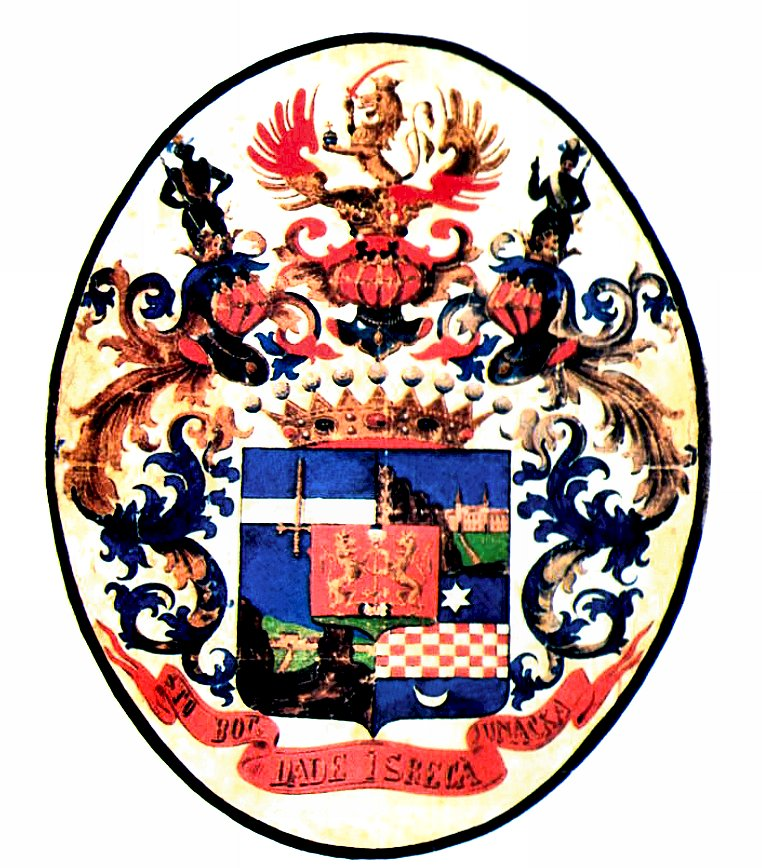
Jelačićs gräfliches Wappen (1854)

Sein Wahlspruch, den auch sein Wappen wiedergibt, lautete:

„Što Bog dade i sreća junačka (Was Gott gibt und das Heldenglück)“

Jelačić selbst erklärte seinen Wahlspruch mit den Worten:

„Sto Bog dade i sreca janucka!

Wer’s recht meint, der versucht und prüft

Mit Gottes Hilf sein gutes Schwert,

Ist auch der Ausgang nicht verbrieft:

Das Wollen hat den Mann geehrt!“

## Einschätzung und Heldenverehrung

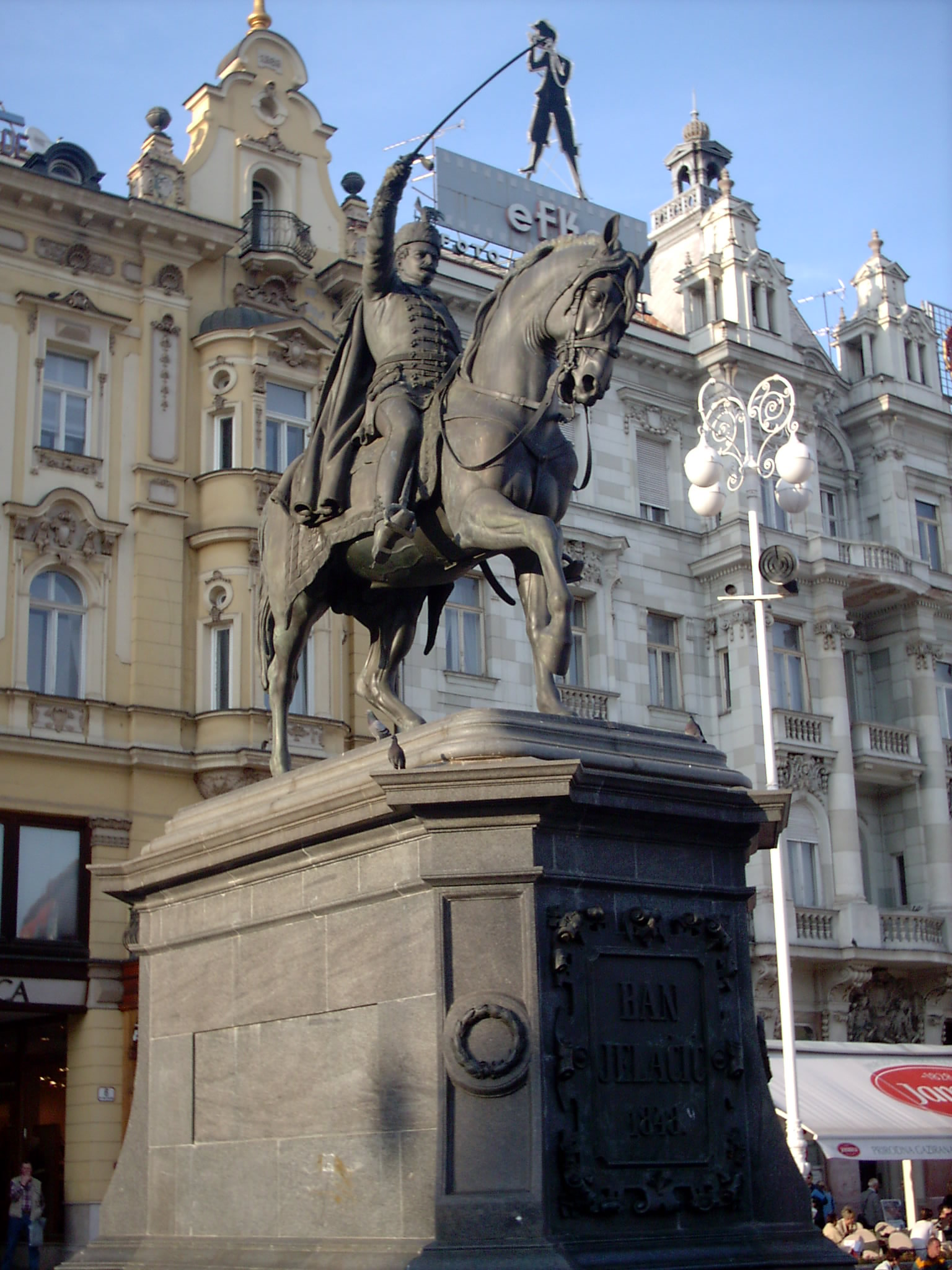
Reiterstandbild des Ban Jelačić, auf dem nach ihm benannten Platz in Zagreb (Anton Dominik Fernkorn)

Ban Josip Jelačić gilt für viele Kroaten bis heute als Symbol für den Wunsch nach staatlicher Einheit, Unabhängigkeit und der Wahrung der nationalen Identität.
In Österreich erinnert man sich eher an die Niederschlagung der Märzrevolution. Besonders für die Liberalen und Demokraten der nachfolgenden Jahrzehnte wurde er zu einer berüchtigten Figur. In den frühen Regierungsjahren Franz Josephs ging der Scherz, bei Proklamationen mit „Wir, Franz Joseph“ heiße dieses „Wir“ in Wirklichkeit WJR und sei eine Abkürzung für "Windischgrätz, Jellačić, Radetzky" – den drei Feldherren, die an der Niederschlagung der Revolution 1848 am wesentlichsten beteiligt waren.
Am 1. Mai 1854 schlug der Zagreber Bürgermeister Janko Kaumauf vor, ein Denkmal für Ban Jelačić im Stadtzentrum zu errichten. Der Stadtrat stimmte diesem Vorschlag zu und bereits im Februar 1855 wurde begonnen, Spenden von Bürgern aus ganz Kroatien für das Denkmal zu sammeln. 1864 wurde das Denkmal schließlich in der Wiener Gießerei des Anton Dominik Fernkorn fertiggestellt und am 17. Dezember 1866 feierlich eingeweiht.
Man setzte es im Zentrum von Zagreb mahnend Richtung Ungarn, und der Platz bekam den Namen Trg Bana Josipa Jelačića (Ban-Jelačić-Platz). Nach dem Zweiten Weltkrieg wurde das Denkmal 1947 von den jugoslawischen Titoisten entfernt und der Platz umbenannt. Nach dem demokratischen Umbruch wurde das Denkmal am 16. Oktober 1990 an seinem ursprünglichen Aufstellungsort wiedererrichtet und der Platz rückbenannt. Als Versöhnungsgeste mit Ungarn wurde das Denkmal nunmehr in Richtung Süden ausgerichtet.
Auf der 20-Kuna-Banknote befindet sich das Abbild von Banus Josip Jelačić.

## Auszeichnungen
- Kommandeur des Militär-Maria-Theresien-Ordens
- Militärverdienstkreuz (Österreich)
- Ritter des russischen Alexander-Newski-Ordens
- Ritter I. Klasse des russischen Ordens des Heiligen Wladimir
- Ritter des russischen Ordens vom Weißen Adler
- Ritter I. Klasse des russischen Ordens der Heiligen Anna
- Großkreuz des hannoverschen Guelphen-Ordens
- Großkreuz des sächsischen Militär-St.-Heinrichs-Ordens
- Kommandeur des sächsischen Zivilverdienstordens
- Großkreuz des parmesischen Konstantinischen Georgsordens
- Großkreuz des päpstlichen Gregoriusordens[6]

## Rezeption

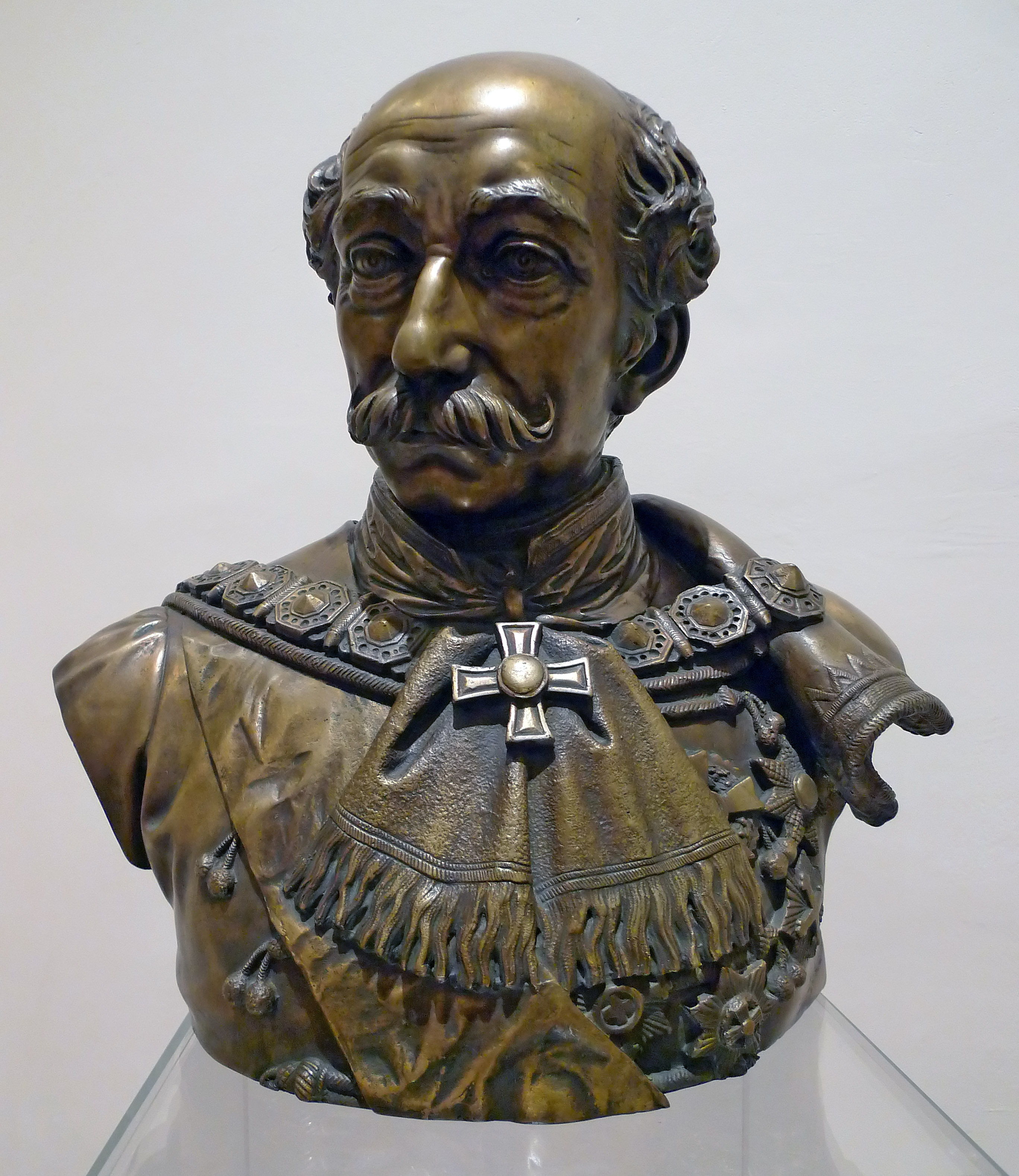
Bronze-Büste von Jelačić
(Miklós Vay, 1869)

Durch die kaiserliche Entschließung von Franz Joseph I. vom 28. Februar 1863 wurde Joseph Jelačić von Bužim in die Liste der „berühmtesten, zur immerwährenden Nacheiferung würdiger Kriegsfürsten und Feldherren Österreichs“ aufgenommen, zu deren Ehren und Andenken auch eine lebensgroße Statue in der Feldherrenhalle des damals neu errichteten k.k. Hofwaffenmuseums (heute: Heeresgeschichtliches Museum Wien) errichtet wurde. Die Statue wurde 1869 vom Bildhauer Miklós Vay (1828–1886) aus Carrara-Marmor geschaffen, gewidmet wurde sie von Kaiser Franz Joseph selbst.